# Hellmann's
Hellmann's é uma marca produtos ultraprocessados, que inclui maioneses, ketchup's, mostardas, molhos, molhos para salada, condimentos e outros produtos alimentícios. A marca é de propriedade da multinacional britânica Unilever desde 2000.
A marca Hellmann's é vendida na costa leste dos Estados Unidos, na América Latina, Europa, Austrália, Oriente Médio, Canadá, Índia e Paquistão. Já no centro, norte, sudoeste e costa oeste dos Estados Unidos, no Sudeste Asiático e Nova Zelândia a marca é vendida sob o nome "Best Foods".
Foi inicialmente uma linha de emulsão do tipo maionese criada em 1912, pelo alemão Richard Hellmann nos Estados Unidos.

## História
Em 1905, o imigrante alemão Richard Hellmann chegou a Nova Iorque (Estados Unidos). Nesta cidade iniciou o aperfeiçoamento de uma receita de maionese caseira. Em seguida, conheceu Margaret (com quem se casaria depois), filha de donos de um pequeno mercado.
Em Nova Iorque, Richard e Margaret Hellmann inauguraram uma delicatesse (local especializado em comidas exóticas) na Avenida Columbus, onde vendiam produtos artesanais e saladas acompanhadas da maionese (receita, criada na França em 1756). Ao fim do expediente, faziam experimentos para melhorar a textura e o sabor da emulsão.
A emulsão ficou tão popular, que começou a ser comercializada separadamente das saladas, em potes de vidro. O casal comercializava dois tipos de maioneses; para diferenciá-las uma delas recebeu no pote um laço de fita azul.
Em 1912, como a receita do pote com laço era a mais vendida, o casal patenteou esta receita criando a marca "Maionese do Laço Azul" Hellmann's. O sucesso da maionese caseira aumentou, o negócio expandiu e neste mesmo ano fundaram a primeira fábrica da Hellmann', transformando de caseira à industrial.

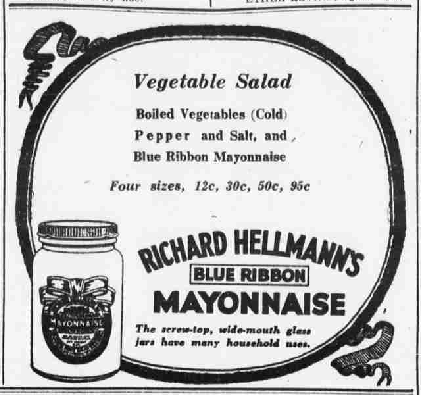
Propaganda da maionese Hellmann's em 1922.

Enquanto a marca de maionese Hellmann's crescia na costa leste dos Estados Unidos, a marca concorrente Best Foods, que comercializava vários produtos alimentares, dominava no oeste do país. Em 1932, a Hellmann's (já uma subsidiária da Postum Company desde 1926) uniu-se com a Bestfoods (subsidiária da Gold Dust), criando a empresa estadunidense Bestfoods-Hellmann's. A marca chegou ao Brasil em 1962.
As marcas Best Foods e Hellmann's são comercializados basicamente da mesma maneira. Ambas têm logotipos e sítios eletrônicos semelhantes, e possuem o mesmo eslogã em inglês: "Bring out the best." (em espanhol é "Haz una cara...Hellmann's!", no Brasil é "Hellmann's, a verdadeira maionese").[carece de fontes?]
Em 2000, o grupo anglo-neerlandês Unilever, comprou a Bestfoods-Hellmann's, que produzia a maionese Hellmann's. Criou-se, assim, em termos de vendas, a maior empresa mundial do setor alimentício, superando a suíça Nestlé. A compra da Bestfoods-Hellmann's teve duas motivações segundo a Unilever: permitiu a união de marcas líderes no setor de alimentação e produtos pessoais, e; geograficamente o mercado desta era complementar ao da Unilever, sendo a empresa americana de alimentos com maior presença internacional.
Atualmente é uma marca de condimentos alimentares diversos, que incluem além da maioneses outros molhos como: ketchup, mostarda e molhos para salada.

## Lista de produtos

Maionese Hellmann's com rótulo em língua italiana

Os produtos contêm gorduras boas, devido a produção ser feita com óleos vegetais.

### Produtos no Brasil
- Maionese Hellmann's — maionese original.
- Maionese Hellmann's Mais Limão — maionese com suco de limão.
- Maionese Peru e Sardinha 0% Colesterol
- Maionese Hellmann's 0% Colesterol — maionese sem colesterol.
- Hellmann's Alho — maionese com alho.
- Hellmann's Atum — maionese com atum.
- Hellmann's Azeite — maionese com azeite.
- Hellmann's Azeitona — maionese com azeitonas.
- Hellmann's Hot — maionese com pimenta
- Hellmann's Fresh — maionese com ervas, alho e suco de limão
- Hellmann's Tártaro — maionese com cenouras, pepinos e cebolas
- Hellmann's Deleite — maionese à base de leite
- Ketchup Hellmann's — nas versões original e picante.
- Molho de mostarda Hellmann's

## Polêmica
A empresa Unilever diz que a emulsão sem ovos na receita não pode ser chamada de maionese. Assim, processou a startup Hampton Creek, de propaganda enganosa, pois produziu uma pasta com sabor de maionese, substituindo na receita os ovos por ervilhas amarelas no produto chamado de Just Mayo.
A Unilever alega no processo que a Hampton Creek está interferindo nas vendas de seus produtos de maionese, chamados de Hellman’s na costa leste dos Estados Unidos e, chamados de Best Foods na costa oeste do país. Também alega uma violação da lei federal de marcas registradas e publicidade, pois no rótulo do produto Just Mayo exibe um ovo sendo rachado por uma ervilha, dando aos consumidores a enganosa impressão de que o produto contém ovos.

## Curiosidades
No Brasil, grupos fundamentalistas-conspiracionistas evangélicos difundem uma teoria conspiratória de que o nome da marca significaria "homem do inferno", numa tradução direta do inglês "hell man". A fabricante da marca recorrentemente necessita esclarecer que "Hellmann" é uma referência ao sobrenome do fundador e que é um nome de família de origem alemã.